# Pentatlo moderno nos Jogos Olímpicos de Verão de 2012
As competições de pentatlo moderno nos Jogos Olímpicos de Verão de 2012 foram realizadas nos dias 11 e 12 de agosto.
A etapa da esgrima foi realizada na Copper Box, as competições de natação no Centro Aquático e a prova equestre, a corrida cross-country e o tiro no Greenwich Park, todos em Londres, no Reino Unido.

## Calendário
|                  | Julho | Julho | Julho | Julho | Julho | Julho | Julho | Agosto | Agosto | Agosto | Agosto | Agosto | Agosto | Agosto | Agosto | Agosto | Agosto | Agosto | Agosto |
| Pentatlo moderno | 25    | 26    | 27    | 28    | 29    | 30    | 31    | 01     | 02     | 03     | 04     | 05     | 06     | 07     | 08     | 09     | 10     | 11     | 12     |
| ---------------- | ----- | ----- | ----- | ----- | ----- | ----- | ----- | ------ | ------ | ------ | ------ | ------ | ------ | ------ | ------ | ------ | ------ | ------ | ------ |
| Feminino         |       |       |       |       |       |       |       |        |        |        |        |        |        |        |        |        |        |        | 1      |
| Masculino        |       |       |       |       |       |       |       |        |        |        |        |        |        |        |        |        |        | 1      |        |

|  | Dia de competição |  | Dia de final |

## Eventos

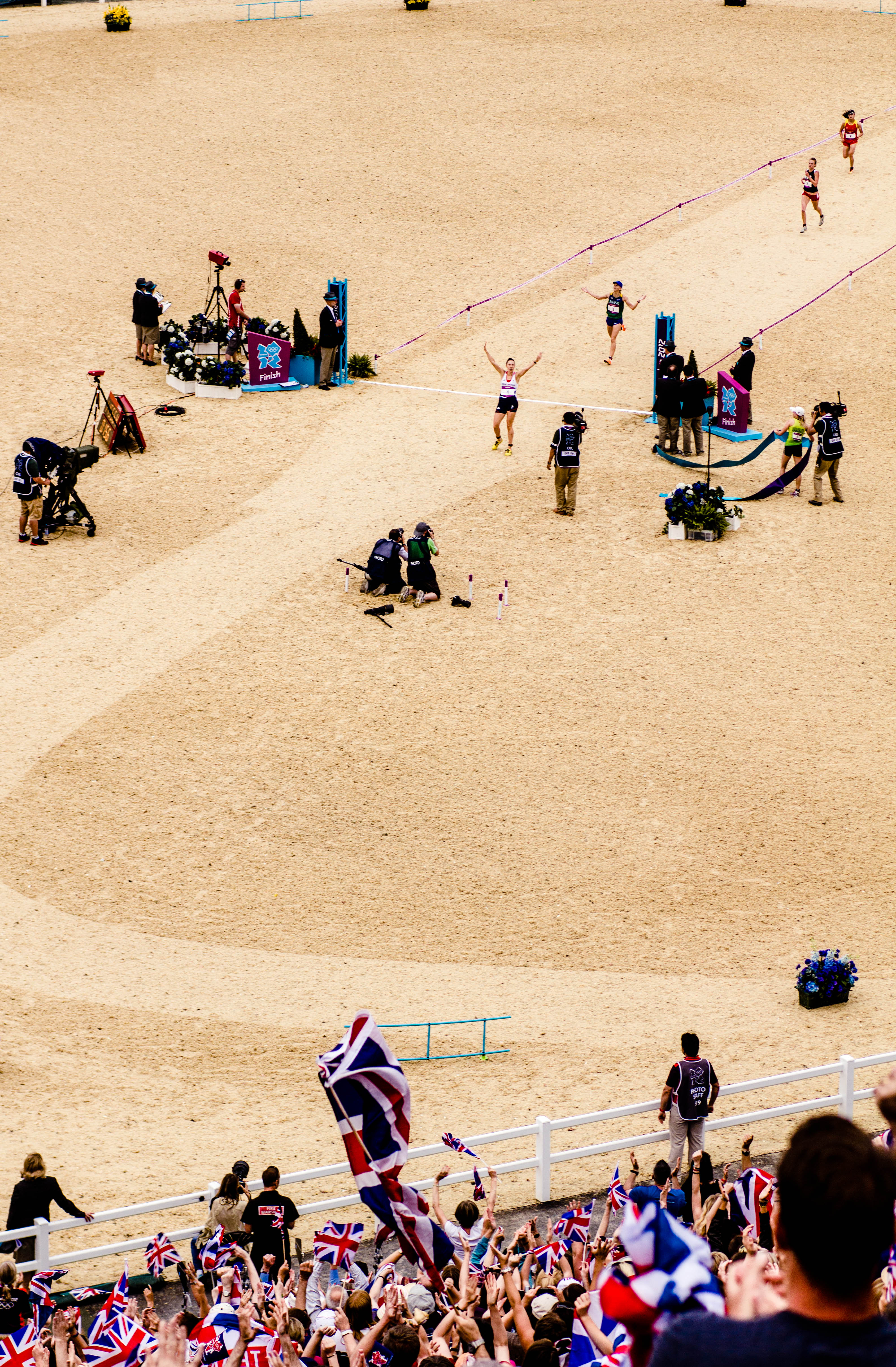
Chegada da competição feminina no dia 12 de agosto.

Foram concedidos dois conjuntos de medalhas nos seguintes eventos:
- Competição feminina
- Competição masculina

## Medalhistas
| Evento             | Ouro                              | Prata                            | Bronze                  |
| ------------------ | --------------------------------- | -------------------------------- | ----------------------- |
| Feminino detalhes  | Laura Asadauskaitė LTU Lituânia   | Samantha Murray GBR Grã-Bretanha | Yane Marques BRA Brasil |
| Masculino detalhes | David Svoboda CZE República Checa | Cao Zhongrong CHN China          | Ádám Marosi HUN Hungria |

## Quadro de medalhas
| Ordem | País                | Medalha de ouro | Medalha de prata | Medalha de bronze |   | Ordem por total |
| ----- | ------------------- | --------------- | ---------------- | ----------------- | - | --------------- |
| 1     | CZE República Checa | 1               |                  |                   | 1 | 1               |
|       | LTU Lituânia        | 1               |                  |                   | 1 | 1               |
| 3     | CHN China           |                 | 1                |                   | 1 | 1               |
|       | GBR Grã-Bretanha    |                 | 1                |                   | 1 | 1               |
| 5     | BRA Brasil          |                 |                  | 1                 | 1 | 1               |
|       | HUN Hungria         |                 |                  | 1                 | 1 | 1               |
| TOTAL | TOTAL               | 2               | 2                | 2                 | 6 | —               |